# Dynoro

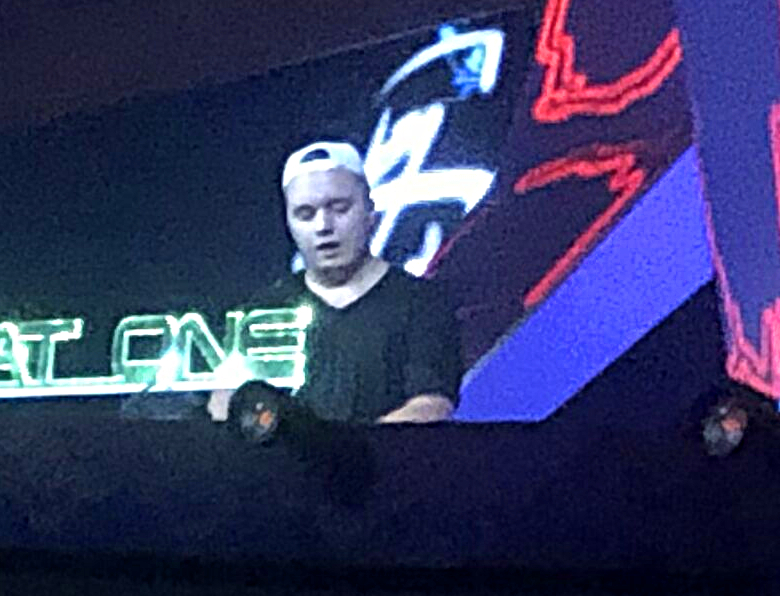
Dynoro live beim Airbeat One (2019)

Dynoro (* 25. Dezember 1999 in Vilnius, bürgerlich Edvinas Pechovskis) ist ein litauischer DJ und Musikproduzent, der im Jahr 2018 mit dem Lied In My Mind seinen Durchbruch feierte.

## Karriere
Edvinas Pechovskis lernte am Gymnasium in Antakalnis der litauischen Hauptstadt Vilnius.
Dynoro begann im Jahr 2012, Stücke und Remixe auf Soundcloud und Spotify hochzuladen. Im Jahr 2017 unterzeichnete er einen Vertrag beim litauischen Plattenlabel und Musikkanal „Lithuania HQ“. Am 24. Februar 2017 erschien seine Debüt-Single Dreaming. Im März 2017 folgte ein Remix des Liedes Einu Iš Proto des litauischen Hip-Hop-Duos 8 Kambarys und Sängerin Sil. Ein weiterer Remix des Lieds Bye Bye Boy von Dwin folgte im November 2017.
Anfang Januar 2018 erschien das Lied In My Mind. Es ist ein Mashup aus dem gleichnamigen Tomorrowland-Song von Ivan Gough, Feenixpawl und Georgi Kay aus dem Jahr 2012 und Gigi D’Agostinos Single L’amour toujours aus dem Jahr 2001. Das Lied konnte auf Anhieb bis in die Top 10 der deutschen und österreichischen Spotify-Charts vordringen und erreichte Ende Januar 2018 Platz 29 der Ö3 Austria Top 40.
Am 17. Januar 2018 veröffentlichte er das Lied Hangover, eine Coverversion des gleichnamigen Liedes von Taio Cruz und Flo Rida aus dem Jahr 2012. Am 27. Januar 2018 wurde In My Mind von sämtlichen Plattformen genommen. Zu diesem Zeitpunkt lag es in den wöchentlichen deutschen Spotify-Charts auf Platz zehn. Das deutsche Online-Magazin Dance-Charts vermutete, dass keine Rechte an der Benutzung der Originalsongs vorlagen. Damit ließe sich auch erklären, wieso das Lied in den vorangegangenen Wochen nicht in die deutschen Singlecharts eingestiegen war.
Am 8. Juni 2018 wurde das Lied bei B1 Recordings, einem Joint Venture mit Sony Music, in einer überarbeiteten Version erneut veröffentlicht. Diesmal ist Gigi D’Agostino als offizielles Featuring angegeben, obwohl das Lied größtenteils identisch zur vorigen Version ist und er an der Produktion des Mashups nicht beteiligt war. Im Juli 2018 erreichte das Lied Platz eins der deutschen Singlecharts sowie die Spitze der Singlecharts von über 15 weiteren Ländern, darunter Russland, Spanien und Mexiko. Das offizielle Musikvideo enthält eine abgeänderte Version des Liedes, bei der das L’amour-toujours-Sample entfernt wurde und Gigi D’Agostino nicht als Interpret aufgeführt wurde. In Deutschland erhielt die Single eine Diamantene Schallplatte im Januar 2020, damit zählt sie zu den meistverkauften Singles des Landes.
2019 unterzeichnete er einen Vertrag mit Arista, Tochterunternehmen von Sony Music. Am 22. März 2019 veröffentlichte er das Lied Obsessed, das in Zusammenarbeit mit der norwegischen Sängerin Ina Wroldsen entstand. Ein Remix des niederländischen DJs und Produzenten Tiësto wurde im Mai 2019 veröffentlicht. Am 21. Juni 2019 erschien in Zusammenarbeit mit dem türkischen Produzenten Ilkay Sencan das Lied Rockstar, das eine Coverversion des gleichnamigen Liedes der US-amerikanischen Rapper Post Malone und 21 Savage darstellt.

## Diskografie

### Kompilationen
- 2019: Ministry Mix April 2019

### EPs
- 2014: #CRAZY

### Singles
| Jahr | Titel Album  | Höchstplatzierung, Gesamtwochen, AuszeichnungChartplatzierungen (Jahr, Titel, Album, Platzierungen, Wochen, Auszeichnungen, Anmerkungen) | Höchstplatzierung, Gesamtwochen, AuszeichnungChartplatzierungen (Jahr, Titel, Album, Platzierungen, Wochen, Auszeichnungen, Anmerkungen) | Höchstplatzierung, Gesamtwochen, AuszeichnungChartplatzierungen (Jahr, Titel, Album, Platzierungen, Wochen, Auszeichnungen, Anmerkungen) | Höchstplatzierung, Gesamtwochen, AuszeichnungChartplatzierungen (Jahr, Titel, Album, Platzierungen, Wochen, Auszeichnungen, Anmerkungen) | Höchstplatzierung, Gesamtwochen, AuszeichnungChartplatzierungen (Jahr, Titel, Album, Platzierungen, Wochen, Auszeichnungen, Anmerkungen) | Anmerkungen                                                                   |
| Jahr | Titel Album  | DE | AT | CH | UK | US | Anmerkungen                                                                   |
| ---- | ------------ | --- | --- | --- | --- | --- | ----------------------------------------------------------------------------- |
| 2018 | In My Mind – | — | AT29 (2 Wo.)AT | — | — | — | Erstveröffentlichung: 26. Januar 2018                                         |
| 2018 | In My Mind – | DE1 ×7Siebenfachgold · (71 Wo.)DE | AT1 ×2Doppelplatin · (64 Wo.)AT | CH1 ×2Doppelplatin · (74 Wo.)CH | UK5 ×2Doppelplatin · (27 Wo.)UK | US— ×2DoppelplatinUS | Erstveröffentlichung: 6. Juni 2018 Verkäufe: + 7.063.333; mit Gigi D’Agostino |

Weitere Singles
- 2013: Jungle Jokes (mit Lew Basso)
- 2017: Love Me
- 2017: Dreaming
- 2018: Hangover
- 2019: Obsessed (mit Ina Wroldsen)
- 2019: Rockstar (mit Ilkay Sencan)
- 2019: On & On (mit Alok)
- 2020: Zver
- 2020: Me provocas (mit Fumaratto)
- 2020: Bad Clown
- 2020: Elektro (mit Outwork feat. Mr. Gee)
- 2021: Monsters (mit 24kGoldn)
- 2021: Swimming In Your Eyes
- 2022: Wildfire
- 2022: Why Why Why (mit HVME und Gaudini)
- 2022: Live And Die (feat. Sophie Simmons)
- 2023: Thousand Lullabies
- 2023: Déjà Vu (mit TRFN und ZHIKO)
- 2024: Layla (mit Arash)

### Gastbeiträge
- 2017: Tau taip atrodo (8 Kambarys feat. Dynoro)

### Remixe
- 2013: Lew Basso – Stars
- 2014: Mirami feat. Danzel – Upside Down (mit Lew Basso)
- 2017: Dwin – Bye Bye Boy
- 2017: 8 Kambarys feat. Sil – Einu iš proto
- 2017: Jiovani – Miami Dream
- 2017: Антоха MC & BMB – Это лето[9]

## Auszeichnungen für Musikverkäufe
| Goldene Schallplatte - Frankreich - 2023: für die Single Me provocas - Polen - 2024: für die Single Rockstar Platin-Schallplatte - Mexiko - 2021: für die Single In My Mind - Niederlande - 2018: für die Single In My Mind - Portugal - 2018: für die Single In My Mind | 2× Platin-Schallplatte - Australien - 2019: für die Single In My Mind - Belgien - 2019: für die Single In My Mind - Italien - 2019: für die Single In My Mind - Polen - 2020: für die Single Obsessed - Spanien - 2024: für die Single In My Mind 3× Platin-Schallplatte - Dänemark - 2025: für die Single In My Mind - Neuseeland - 2023: für die Single In My Mind | 4× Platin-Schallplatte - Schweden - 2021: für die Single In My Mind 5× Platin-Schallplatte - Kanada - 2024: für die Single In My Mind Diamantene Schallplatte - Frankreich - 2019: für die Single In My Mind - Polen - 2019: für die Single In My Mind - Mexiko - 2021: für die Single In My Mind 3× Diamantene Schallplatte - Brasilien - 2023: für die Single On & On |

Anmerkung: Auszeichnungen in Ländern aus den Charttabellen bzw. Chartboxen sind in ebendiesen zu finden.
| Land/RegionAuszeichnungen für Musikverkäufe (Land/Region, Auszeichnungen, Verkäufe, Quellen) | Gold     | Platin       | Diamant     | Verkäufe  | Quellen              |
| -------------------------------------------------------------------------------------------- | -------- | ------------ | ----------- | --------- | -------------------- |
| Australien (ARIA)                                                                            | —        | 2× Platin2   | —           | 140.000   | aria.com.au          |
| Belgien (BRMA)                                                                               | —        | 2× Platin2   | —           | 80.000    | ultratop.be          |
| Brasilien (PMB)                                                                              | —        | —            | 3× Diamant3 | 900.000   | pro-musicabr.org.br  |
| Dänemark (IFPI)                                                                              | —        | 3× Platin3   | —           | 270.000   | ifpi.dk              |
| Deutschland (BVMI)                                                                           | Gold1    | 3× Platin3   | —           | 1.400.000 | musikindustrie.de    |
| Frankreich (SNEP)                                                                            | Gold1    | —            | Diamant1    | 433.333   | snepmusique.com      |
| Italien (FIMI)                                                                               | —        | 2× Platin2   | —           | 100.000   | fimi.it              |
| Kanada (MC)                                                                                  | —        | 5× Platin5   | —           | 400.000   | musiccanada.com      |
| Mexiko (AMPROFON)                                                                            | —        | Platin1      | Diamant1    | 360.000   | amprofon.com.mx      |
| Neuseeland (RMNZ)                                                                            | —        | 3× Platin3   | —           | 90.000    | radioscope.co.nz     |
| Niederlande (NVPI)                                                                           | —        | Platin1      | —           | 40.000    | nvpi.nl              |
| Österreich (IFPI)                                                                            | —        | 2× Platin2   | —           | 60.000    | ifpi.at              |
| Polen (ZPAV)                                                                                 | Gold1    | 2× Platin2   | Diamant1    | 165.000   | olis.pl              |
| Portugal (AFP)                                                                               | —        | Platin1      | —           | 10.000    | Einzelnachweise      |
| Schweden (IFPI)                                                                              | —        | 4× Platin4   | —           | 320.000   | sverigetopplistan.se |
| Schweiz (IFPI)                                                                               | —        | 2× Platin2   | —           | 40.000    | hitparade.ch         |
| Spanien (Promusicae)                                                                         | —        | 2× Platin2   | —           | 120.000   | elportaldemusica.es  |
| Vereinigte Staaten (RIAA)                                                                    | —        | 2× Platin2   | —           | 2.000.000 | riaa.com             |
| Vereinigtes Königreich (BPI)                                                                 | —        | 2× Platin2   | —           | 1.200.000 | bpi.co.uk            |
| Insgesamt                                                                                    | 3× Gold3 | 39× Platin39 | 6× Diamant6 |           |                      |